# Blanca González
Blanca González es una deportista colombiana que compitió en judo. Ganó una medalla de bronce en el Campeonato Panamericano de Judo de 1997 en la categoría de –45 kg.

## Palmarés internacional
| Campeonato Panamericano | Campeonato Panamericano | Campeonato Panamericano | Campeonato Panamericano |
| Año                     | Lugar                   | Medalla                 | Categoría               |
| ----------------------- | ----------------------- | ----------------------- | ----------------------- |
| 1997                    | Guadalajara (México)    | Medalla de bronce       | –45 kg                  |